# Skinoussa
Skinoussa est un film français réalisé par Jean Baronnet, sorti en 1982.

## Synopsis
La vie quotidienne des 90 habitants d'une île grecque de l'archipel des Cyclades.

## Fiche technique
- Titre : Skinoussa, paysage avec la chute d'Icare
- Réalisation : Jean Baronnet
- Scénario : Jean Baronnet
- Photographie : Pierre Dupouey et Jean-Noël Ferragut
- Montage : Annie Baronnet et Claire Pinheiro
- Son : Jean-Philippe Roux
- Sociétés de production : INA - Sodaparega - Wagram Productions
- Pays de production :  France
- Durée : 110 minutes
- Date de sortie : 
  - France : 28 avril 1982

## Distinctions
- 1982 : Prix Jean-Le-Duc